# Cap Felix
Le cap Felix est le cap nord de l'île du Roi-Guillaume au Canada.
Les navires de l'expédition Franklin, l'HMS Erebus et le HMS Terror, se seraient trouvés approximativement à l'ouest de ce cap lorsqu'ils ont dérivés à cause de leur bâtiments pris dans le pack. Les épaves se trouveraient à proximité en fonction de leur dérive supplémentaire et des courants, probablement vers l'île de la Royal Geographical Society selon les témoignages des tribus inuits de l'époque.